# Wayne Static
Wayne Richard Wells (Muskegon, 4 de noviembre de 1965-Condado de San Bernardino, 1 de noviembre de 2014), conocido artísticamente como Wayne Static, fue un músico estadounidense, conocido por haber sido el vocalista, guitarrista, encargado de los teclados y programador del grupo de metal industrial y nu Metal Static-X.

## Biografía
Wayne tenía tres años cuando consiguió su primera guitarra de juguete. A los siete, sus padres decidieron comprarle su primera guitarra real, una S12 modelo de principiante. Recibió clases, que ayudaron a que ganase un concurso de talentos un año después, tocando "Skip to My Lou". Wayne entró en la escuela Shelby High School, donde le describieron como una de las personas que más alto llegaron cuando se graduó a los 17.
La primera banda que Wayne fundó, fue la banda "Deep Blue Dream", una banda con sonidos más cercanos al new wave y el post punk. Static tocó en dicha banda a fines de los años 80 con Billy Corgan, fundador y líder de la banda de rock alternativo The Smashing Pumpkins. Sin embargo, cuando Smashing Pumpkins empezó a obtener popularidad, Corgan decidió dedicar toda su atención a dicha banda y Deep Blue Dream se disolvió posteriormente.
Después de la disolución de Deep Blue Dream, Static y su compañero Ken Jay se mudaron a Los Ángeles para empezar una nueva banda junto al guitarrista Emerson Swinford, a quién habían conocido a través de su mutuo amigo, el cantante P.J. Olsson, así decidieron formar una banda llamada "Drill", la cual incluía al bajista Tony Campos, empezando a tocar en la escena musical de Los Ángeles, después de que Emerson Swinford dejara la banda, el resto de miembros decidieron reclutaron al guitarrista Koichi Fukuda y después renombraron finalmente a la banda como "Static-X".

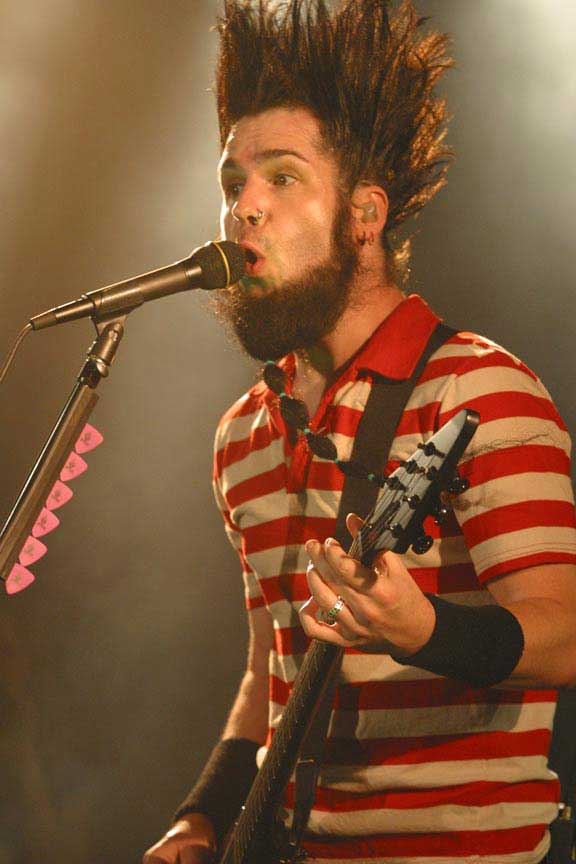
Wayne Static en 2005 cantando con su característico peinado.

Su peinado al más puro estilo Slim Jim fue su característica más famosa, que solía ser en punta y todo para arriba como mencionó en el disco Wisconsin Death Trip; Wayne utilizaba spray para el cabello "White Rain" y también "Suave Rave 4X Mega" para mantener su pelo hacia arriba, tardaba en torno a 20 minutos en arreglarse el pelo, otra de su característica en estilo era su barba larga de chivo.
Wayne tenía un contrato con Esp guitars, de su propia línea de guitarras, los modelos son Esp-Ltd static-600 y Esp ltd static-V.
Antes de su deceso, Wayne anunció que crearía un nuevo grupo, "Pighammer", a continuación del tour por el último disco de Static-X. Según sus propias declaraciones, "Pighammer" demoraría un poco más de tiempo ya que su principal prioridad era la evolución de (Static-X).
Antes de su deceso tenía planeado ser parte de una gira con Powerman 5000 y Drowning Pool.

## Vida personal
Wayne era vegetariano y se oponía a la caza. La canción «Cannibal» estaba inspirada en él, al ver a la gente comer carne. Luego de un breve noviazgo contrajo matrimonio, con la exactriz porno Tera Wray en enero de 2008. Tera aparece en los videos musicales de «Stingwray» (Static-X) y «Assassins of Youth» (de Wayne Static como solista).

## Fallecimiento
El 1 de noviembre de 2014, Wayne Static fue hallado muerto en su habitación. Su esposa, Tera Wray, dio la noticia en la cual da a conocer que falleció mientras dormía. El 13 de marzo de 2015, el portal Blabbermouth dio a conocer un reporte obtenido por el forense encargado de la autopsia de Wayne Static, de nombre Wayne Richard Wells, en el cual dan a conocer que el cantante murió por una letal mezcla del medicamento Xanax, otras medicinas controladas y alcohol. Tenía 48 años al fallecer y en tres días más iba a cumplir 49. 
El 13 de enero de 2016, Tera Wray Static, esposa de Wayne, fue hallada muerta en su departamento en Joshua Tree, California, con señales de suicidio. Murió a los 33 años de edad.

## Discografía
Con Static-X
Álbumes
- Wisconsin Death Trip (1999)
- Machine (2001)
- Shadow Zone (2003)
- Beneath... Between... Beyond... (2004)
- Start a War (2005)
- Cannibal (2007)
- Cannibal Killers Live (2008)
- Cult of Static (2009)

Como solista
Álbumes
- Pighammer (2011)

Sencillos
- 2011: «Assassins of Youth»

## Colaboraciones
- 2013 - DMC & Wayne Static - Noise Revolution
- 2010 - 9 Electric & Wayne Static - Destroy As You Go
- 2006 - SOiL & Wayne Static - Give It Up
- 2004 - Skinny Puppy & Wayne Static - Use Less
- 2003 - Godhead & Wayne Static - The Giveaway
- 2002 - The X-Ecutioners con Mike Shinoda, Wayne Static, Rob Bourdon, Dave Farrell y Mr. Hahn de Linkin Park - «It's Goin' Down» (Wayne aparece en el vídeo tocando la guitarra)
- 2002 - Jonathan Davis & Richard Gibbs Featuring Wayne Static - Not Meant For Me
- 2001 – Mephisto Odyssey, Wayne Static y Koichi Fukuda de Static-X – "Crash"
- 2000 – Dead Prez & Static-X – "Hip Hop"